# Honor Blackman
Honor Blackman (Plaistow, 22 agosto 1925 – Lewes, 5 aprile 2020) è stata un'attrice britannica, attiva al cinema, in teatro e in televisione.
È nota per il ruolo di Catherine Gale nella serie televisiva britannica degli anni sessanta Agente speciale e per quello della Bond Girl Pussy Galore nel film di 007 Agente 007 - Missione Goldfinger, ruoli che le hanno conferito lo status di icona del cinema e del teatro britannici.

## Biografia
Honor Blackman studiò dizione fin da bambina per poi frequentare corsi di musica e recitazione presso la Guildhall School. Debuttò nel 1947, recitando a fianco di Michael Redgrave nel film Fame Is the Spur, quindi interpretò una serie di piccoli ruoli in film al fianco di attori del calibro di Richard Burton in La quinta offensiva (1951), Elizabeth Taylor e Robert Taylor in Alto tradimento (1949).
Nel 1961 fu nei panni di Catherine Gale, l'assistente dell'"agente speciale" John Steed (Patrick Macnee) nella seconda stagione della serie televisiva britannica cult Agente speciale, dando una svolta decisiva al successo del telefilm stesso. Malgrado il risultato, lasciò tuttavia la serie per non legarsi troppo al personaggio.
Nel 1964 divenne una delle più celebri Bond Girl grazie alla partecipazione a uno dei film di maggior successo della serie, Agente 007 - Missione Goldfinger, nel quale interpretò la parte di Pussy Galore. All'età di 38 anni, fu una delle più anziane attrici a ricoprire tale ruolo. Seguendo un copione comune a tante altre attrici, la partecipazione alla saga di James Bond le portò una fama mondiale a cui però non seguirono partecipazioni a film particolarmente rilevanti.
Due dei suoi ruoli più apprezzati furono quelli di Norah Hauxley in Flagrante adulterio (1965), sequel di minor successo de La strada dei quartieri alti (1959), e quello della signora Fawcett ne La vergine e lo zingaro (1970), trasposizione dell'omonimo romanzo di David Herbert Lawrence. Nel 1972 comparve come guest star nei panni dell'attrice di teatro Lillian Stanhope, al fianco di Richard Basehart, nel ruolo del marito Nicholas Frame, nell'episodio Scacco matto a Scotland Yard della seconda stagione della celebre serie televisiva Colombo, accanto al protagonista Peter Falk.
Nel 1986 comparve nell'avventura Terror of the Vervoids, composta da quattro episodi, della ventitreesima stagione, intitolata The Trial of a Time Lord, della serie televisiva britannica di fantascienza Doctor Who. Vi interpretò il personaggio della dottoressa Sarah Lasky, che incontra il Sesto Dottore (Colin Baker) e la sua compagna di viaggio a bordo del TARDIS Melanie Bush (Bonnie Langford) a bordo dell'astronave Hyperion III, nel 2986, opponendosi ai Vervoidi e finendo uccisa da un dardo avvelenato.
Negli anni novanta ottenne un altro successo personale interpretando il personaggio di Laura West, coprotagonista della sitcom britannica The Upper Hand. Nel 2003 comparve nell'episodio Talento per la vita, della sesta stagione della serie poliziesca britannica L'ispettore Barnaby. Nel dicembre 2012 e nelle settimane successive apparve in gala e programmi televisivi britannici per celebrare i 50 anni del primo James Bond.
Honor Blackman è morta il 5 aprile 2020 per cause naturali, all'età di 94 anni, nella sua casa a Lewes, nel Sussex. La notizia è stata diffusa dalla portavoce della famiglia Jennifer Withers il giorno successivo.

## Vita privata
Honor Blackman sposò Maurice Kaufmann. La coppia adottò i figli Barnaby Kaufmann e Lottie Croft, dai quali nacquero in seguito quattro nipoti.

## Filmografia parziale

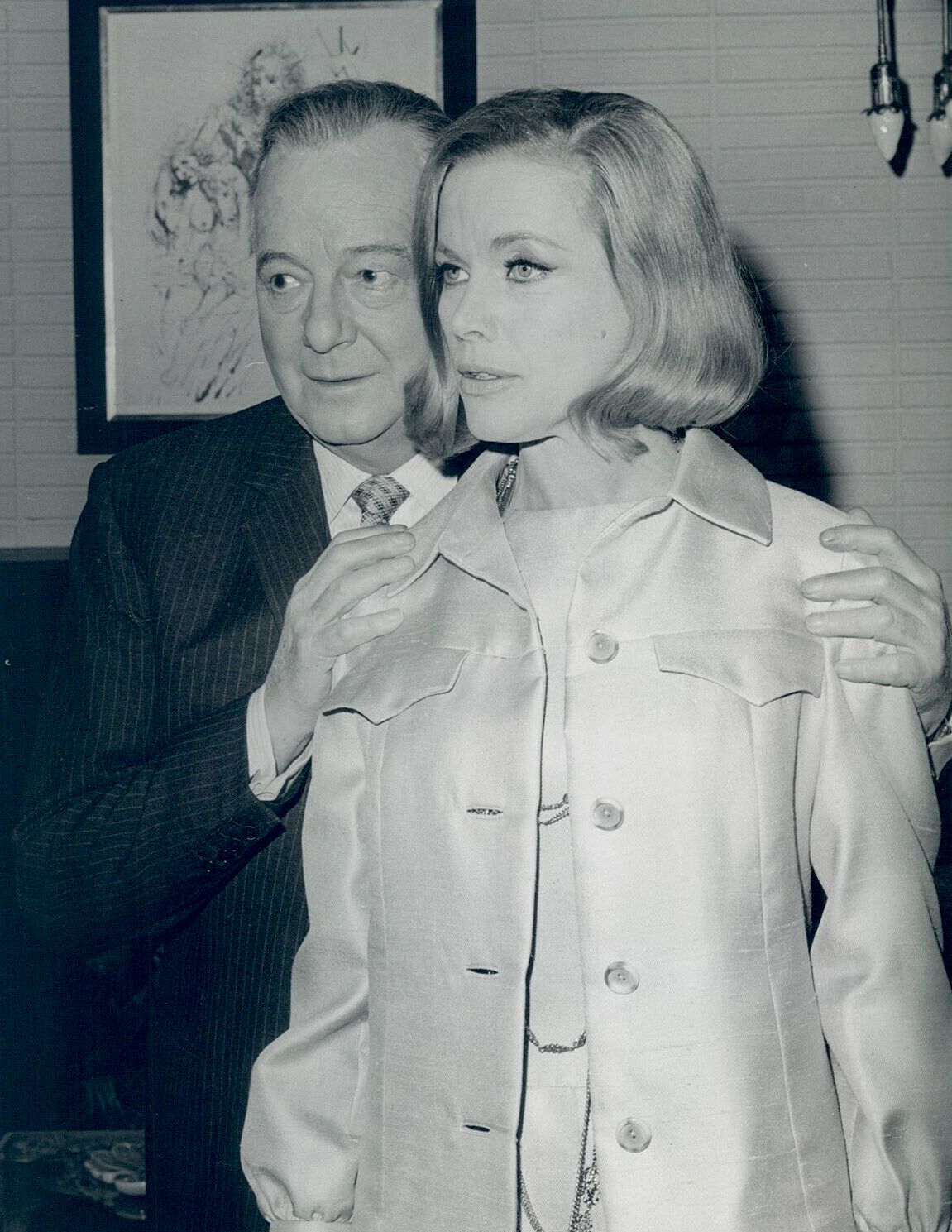
Honor Blackman al fianco di Maurice Evans nel 1969 sul set di Reporter alla ribalta

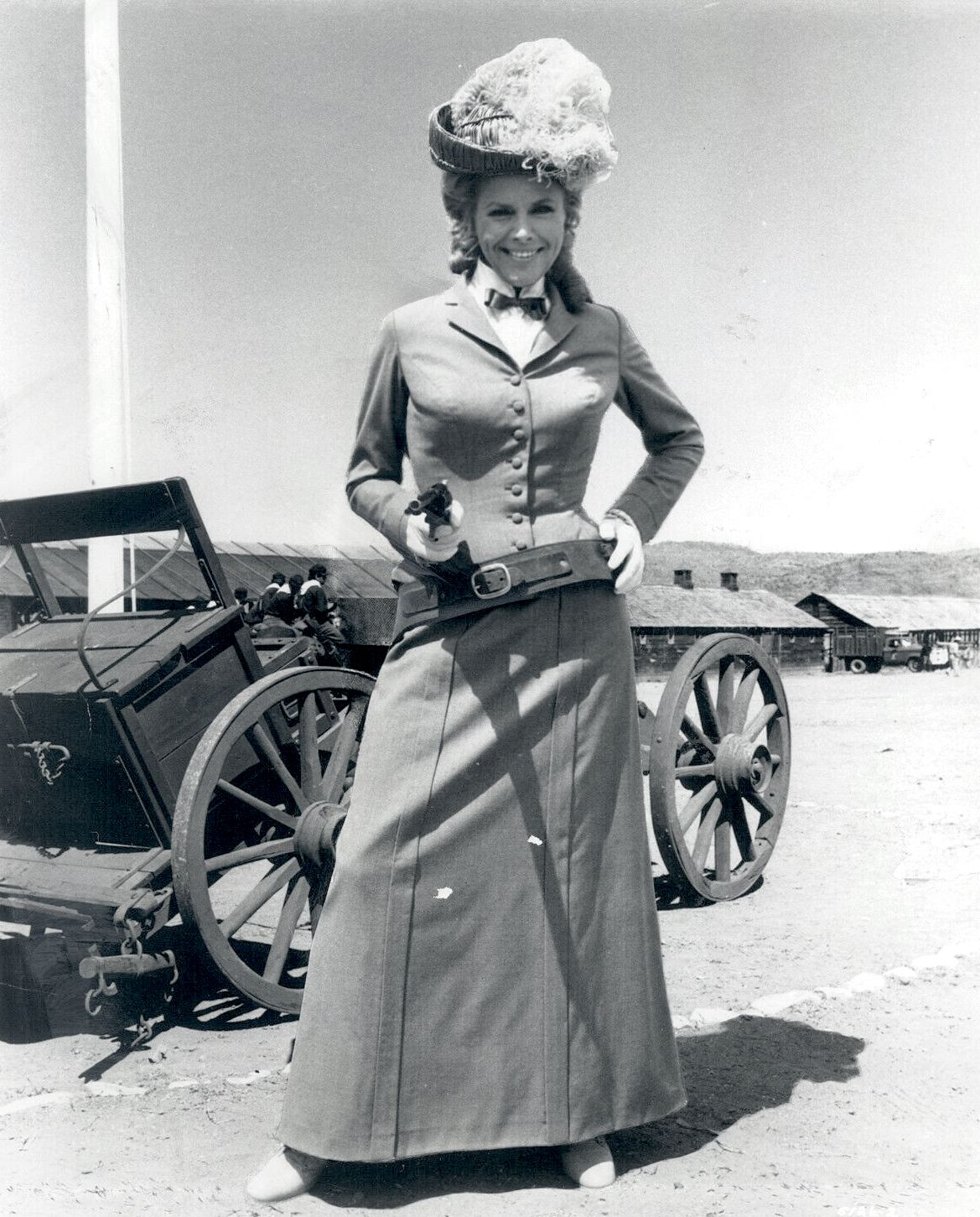
Honor Blackman nel 1971 sul set di Ti combino qualcosa di grosso

### Attrice

#### Cinema
- Fame Is the Spur, regia di Roy Boulting (1947)
- Daughter of Darkness, regia di Lance Comfort (1948)
- Passioni (Quartet), regia di Ken Annakin, Arthur Crabtree (1948)
- A Boy, a Girl and a Bike, regia di Ralph Smart (1949)
- Alto tradimento (Conspirator), regia di Victor Saville (1949)
- La città dei diamanti (Diamond City), regia di David MacDonald (1949)
- Tragica incertezza (So Long at the Fair), regia di Anthony Darnborough, Terence Fisher (1950)
- La quinta offensiva (Green Grow the Rushes), regia di Derek N. Twist (1951)
- Manchas de sangre en la luna, regia di Edward Dein, Luis Marquina (1952)
- The Rainbow Jacket, regia di Basil Dearden (1954)
- Diplomatic Passport, regia di Gene Martel (1954)
- The Delavine Affair, regia di Douglas Peirce (1955)
- The Glass Cage, regia di Montgomery Tully (1955)
- Breakaway, regia di Henry Cass (1955)
- You Pay Your Money, regia di Maclean Rogers (1957)
- Suspended Alibi, regia di Alfred Shaughnessy (1957)
- Account Rendered, regia di Peter Graham Scott (1957)
- Titanic, latitudine 41 nord (A Night to Remember), regia di Roy Ward Baker (1958)
- Io e il generale (The Square Peg), regia di John Paddy Carstairs (1958)
- Il mistero del signor Cooper (A Matter of WHO), regia di Don Chaffey (1961)
- Serena, regia di Peter Maxwell (1962)
- Gli Argonauti (Jason and the Argonauts), regia di Don Chaffey (1963)
- Agente 007 - Missione Goldfinger (Goldfinger), regia di Guy Hamilton (1964)
- The Secret of My Success, regia di Andrew L. Stone (1965)
- Flagrante adulterio (Life at the Top), regia di Ted Kotcheff (1965)
- Da un momento all'altro (Moment to Moment), regia di Mervyn LeRoy (1965)
- Shalako, regia di Edward Dmytryk (1968)
- Vortice di sabbia (A Twist of Sand), regia di Don Chaffey (1968)
- La calata dei barbari (Kampf um Rom I), regia di Robert Siodmak, Andrew Marton (1968)
- I cinque disperati duri a morire (The Last Grenade), regia di Gordon Flemyng (1970)
- La vergine e lo zingaro (The Virgin and the Gypsy), regia di Christopher Miles (1970)
- L'allucinante notte di una baby sitter (Fright), regia di Peter Collinson (1971)
- Ti combino qualcosa di grosso (Something Big), regia di Andrew V. McLaglen (1971)
- Una figlia per il diavolo (To the Devil a Daughter), regia di Peter Sykes (1976)
- Il gatto e il canarino (The Cat and the Canary), regia di Radley Metzger (1978)
- Talos - L'ombra del faraone (Tale of the Mummy), regia di Russell Mulcahy (1998)
- Il diario di Bridget Jones (Bridget Jones's Diary), regia di Sharon Maguire (2001)
- Colour Me Kubrick, regia di Brian W. Cook (2005)
- London Zombies, regia di Matthias Hoene (2012)

#### Televisione
- Little Red Monkey (1952)
- The Vise – serie TV, 4 episodi (1954-1958)
- Douglas Fairbanks, Jr., Presents – serie TV, episodio 4x29 (1956)
- Le avventure di Charlie Chan (The New Adventures of Charlie Chan) – serie TV, 1 episodio (1957)
- African Patrol – serie TV, episodi 1x31-1x37 (1958-1959)
- L'uomo invisibile (The Invisible Man) – serie TV, 1 episodio (1959)
- Agente speciale (The Avengers) – serie TV, 43 episodi (1962-1964)
- Top Secret – serie TV, 2 episodi (1961)
- Il Santo (The Saint) – serie TV, episodio 1x07 (1962)
- ABC Stage 67 – serie TV, episodio 1x25 (1967)
- Reporter alla ribalta (The Name of the Game) – serie TV, episodio 1x26 (1969)
- Colombo (Columbo) – serie TV, episodio 2x04 (1972)
- In due s'indaga meglio (Agatha Christie's Partners in Crime) – serie TV, episodio pilota (1983)
- The First Olympics: Athens 1896, regia di Alvin Rakoff – miniserie TV (1984)
- Segreti (Lace) – miniserie TV, 2 episodi (1984)
- Doctor Who – serie TV, 4 episodi (1986)
- The Upper Hand - serie TV, 95 episodi (1990-1996)
- Jack e il fagiolo magico (Jack and the Beanstalk: The Real Story) – miniserie TV, 2 episodi (2001)
- L'ispettore Barnaby (Midsomer Murders) – serie TV, episodio 6x01 (2003)

### Doppiatrice
- ABC Weekend Specials - serie animata, episodio 15x01 (1994)

## Teatro
- The Gleam, di Warren Chetham-Strode, regia di Jack Minster, The Globe Theatre di Londra (1946)
- The Blind Goddess, di Patrick Hastings, regia di Harold French, The Globe Theatre di Londra (1947)
- Desirable Lady, di Leon Gordon, regia di Wilfred G. Richardson, Theatre Royal di Bath (1950)
- The Fifth Season, di Sylvia Regan, regia di Richard Bird, King's Theatre di Glasgow (1954)
- The Moonraker, di Arthur Watkyn, Theatre Royal di Windsor (1954)
- Komuso, di Robert Nichols, regia di Guy Verney, Arts Theatre di Londra (1955)
- Someone to Talk To, di George Bemberg, regia di Martin Landau, Duchess Theatre di Londra (1956)
- Wait Until Dark, di Frederick Knott, regia di Anthony Sharp, Opera House di Manchester (1966)
- Mr. & Mrs., testo, musica e regia di John Taylor, Palace Theatre di Manchester (1968)
- Who Killed Santa Claus?, di Terence Feely, regia di Anthony Wiles, Theatre Royal di Windsor (1969)
- Night Watch, di Lucille Fletcher, regia di Vivian Matalon, Theatre Royal di York (1972)
- Odd Girl Out, di Ronald Millar, regia di Vivian Matalon, Harlow Playhouse (1973)
- The Exorcism, di Don Taylor, regia di Peter Coe, Royal Comedy Theatre di Londra (1975)
- Motive, di Larry Cohen, regia di Val May, Yvonne Arnaud Theatre di Guilford (1976)
- The Deep Blue Sea, di Terence Rattigan, regia di Clive Perry, Birmingham Repertory Theatre (1977)
- The Letter, di William Somerset Maugham, regia di Patrick Lau, Churchill Theatre di Bromley (1978)
- Rose, di Andrew Davies, regia di Kim Grant, Yvonne Arnaud Theatre di Guilford (1981)
- The Sound of Music, musiche di Richard Rodgers, regia di John Fearnley, Apollo Victoria Theatre di Londra (1982)
- On Your Toes, musiche di Richard Rodgers, regia di George Abbott, Palace Theatre di Londra (1984)
- Nunsense, testi e musiche di Dan Goggin, regia di Richard Digby Day, Fortune Theatre di Londra (1987)
- The Young Idea, di Noël Coward, regia di David Giles, Yvonne Arnaud Theatre di Guilford (1989)
- Dishonorable Ladies, di Honor Blackman, regia di Michael Crompton, Criterion Theatre di Londra (1994)
- Mademoiselle Colombe, di Jean Anouilh, regia di Graeme Messer, Old Rep Theatre di Birmingham (2000)
- The Kingfisher, di William Douglas-Home, regia di Roger Redfarn, New Theatre di Cardiff (2006)
- Cabaret, musiche di John Kander, regia di Rufus Norris, Lyric Theatre di Londra (2006)

## Discografia

### Album in studio
- 1964 - Everything I've Got

### Colonne sonore
- 1968 - Mr. & Mrs. - A New Musical (con John Neville, Hylda Baker e Alan Breeze)

### Audiolibri
- 1966 - "Interview Specials" With The Director And Stars Of "Moment To Moment" (con Jean Seberg e Mervyn LeRoy)
- 1994 - The Secret Garden

### EP
- 1990 - Kinky Boots (con Patrick Macnee)

### Singoli
- 1964 - Kinky Boots (con Patrick Macnee)
- 1968 - Before Today/I’ll Always Be Loving You
- 2009 - The Star Who Fell From Grace

## Riconoscimenti
- Laurel Awards
  - 1965 - Candidatura al Golden Laurel - Nuovo volto femminile
- Photoplay Awards
  - 1965 - Candidatura al miglior esordiente femminile
- Premio BAFTA
  - 2000 - Premio speciale per Agente speciale (condiviso con Joanna Lumley, Diana Rigg e Linda Thorson)

## Doppiatrici italiane
- Rosetta Calavetta in Gli Argonauti, Agente 007 - Missione Goldfinger, Twinky
- Rita Savagnone in Shalako, Il gatto e il canarino, Colour Me Kubrick